# Bônavela
Bonneville - Bônavela en arpità - és un municipi francès al departament de l'Alta Savoia (regió d'Alvèrnia-Roine-Alps).